# Emilia Edgardowna Slabunowa

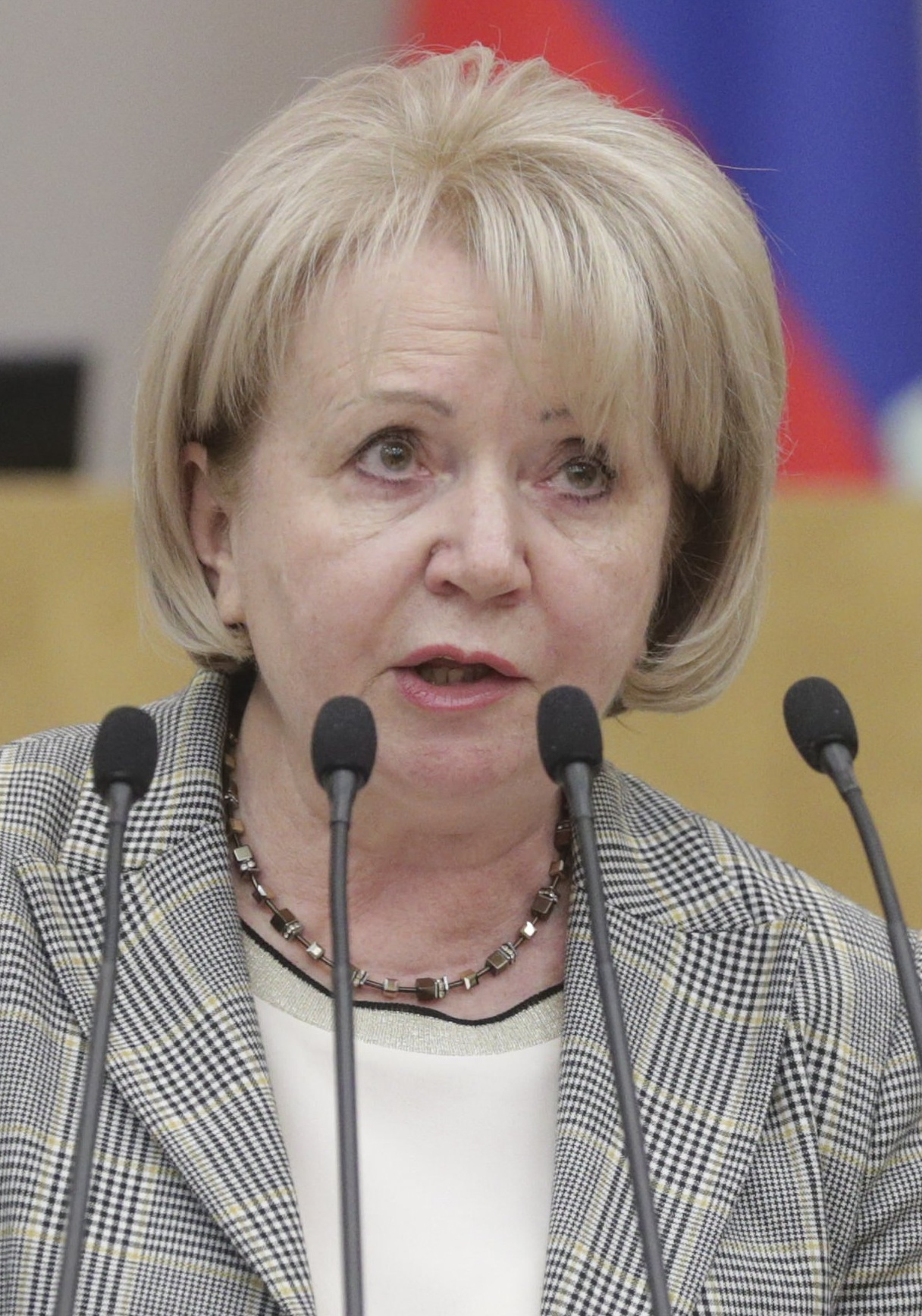
Emilia Edgardowna Slabunowa

Emilia Edgardowna Slabunowa (russisch Эмилия Эдгардовна Слабунова; * 7. Oktober 1958 in Ufa, Baschkirische ASSR, UdSSR) ist eine russische Politikerin. Sie ist seit Dezember 2015 Vorsitzende der liberalen Partei Jabloko.

## Leben
Emilia Slabunowa absolvierte 1980 ein Studium an der Historischen Fakultät der Staatlichen Universität Kuibyschew.
Von 1982 bis 1992 unterrichtete sie Geschichte und Gesellschaftskunde am Technikum für Bauwesen in Petrosawodsk.
Danach arbeitete sie als Lehrerin am Lyzeum Nr. 1 in Petrosawodsk.
Von 1999 bis 2013 leitete sie dieses als Direktorin.

## Politische Laufbahn
2001 wurde sie zusätzlich Abgeordnete im Stadtrat.
2003 trat sie der Partei Jabloko bei.
2004 promovierte sie.
2006 wurde sie Abgeordnete der Gesetzgebenden Versammlung der Republik Karelien auf der Liste von Jabloko. 2011 wurde sie als einzige direkt gewählte Abgeordnete der Partei wieder in die Versammlung berufen.
2013 trat sie als gemeinsame Kandidatin der Opposition für die Wahl des Bürgermeisters von Petrosawodsk an. Zwei Wochen vor der Wahl wurde ihre Kandidatur aus formalen Gründen vom Stadtgericht abgelehnt.
Nach der Wahl arbeitete sie als Leiterin des Expertenrats der Stadtregierung für die an ihrer Stelle gewählte oppositionelle Bürgermeisterin Galina Schirschina.
Im Dezember 2015 wurde sie überraschend auf Vorschlag des Parteigründers Grigori Jawlinski zur neuen Vorsitzenden der Partei Jabloko gewählt. Ihr Vorgänger Sergei Mitrochin konnte laut Statut nach zwei Perioden nicht mehr wiedergewählt werden.
Ihr gelang es in der folgenden Zeit nicht, mit der Partei PARNAS ein Wahlbündnis für die Duma-Wahlen im September 2016 zu schließen, was einen Einzug der oppositionellen demokratischen Kräfte in das Parlament möglicher hätte machen können.
Emilia Slabunowa ist verheiratet und hat zwei erwachsene Kinder.

## Auszeichnungen
- Ehrenhafter Arbeiter der allgemeinen Bildung der Russischen Föderation
- Verdienter Lehrer der Russischen Föderation